# Lucie Papineau (écrivaine)
Ne doit pas être confondu avec Lucie Papineau (femme politique).
Pour les articles homonymes, voir Papineau.
Lucie Papineau est une romancière jeunesse québécoise née à Longueuil, le 26 avril 1962. 
Elle détient un baccalauréat en communication de l'Université du Québec à Montréal.

## Ouvrages récompensés par des prix
- 1990 - Concours littéraire ACELF, La Dompteuse de perruche[1]
- 1991 - Prix « Livres 92 » de l'Association des consommateurs du Québec, La Dompteuse de rêves[2]
- 1998 - Prix du livre M. Christie, Pas de taches pour une girafe[3]
- 2005 - Prix du Gouverneur général pour les illustrations de son livre Un chant de Noël par Stéphane Poulin[4]

- 2019 - Prix du littéraires du Gouverneur général 2019 pour littérature jeunesse de son livre L'escapade de Paolo[5].